# Tramlijn 9 (Haaglanden)
Tramlijn 9 van HTM is een tramlijn in de regio Haaglanden, in de Nederlandse provincie Zuid-Holland.
Van 1943 t/m 1945 werd de lijn gesplist in (onofficieel) de "9H" en "9S", en van 1983 t/m 1985 reed lijn "9K". Van 2011 t/m 2019 werd lijn "9" weer in dienst gesteld en neemt het traject van lijn "8K" over, waarbij de "K" staat voor "Kort traject".

## Route en dienstregeling
De lijn verbindt de wijk Oostduinen (eindhalte Zwarte Pad, maar de richting hier naartoe wordt aangeduid met Scheveningen Noord) in stadsdeel Scheveningen via het Kurhaus, de Wittebrug en Madurodam, door het centrum van Den Haag, via de NS-stations Centraal en Hollands Spoor, de Melis Stokelaan met de wijk Vrederust in Den Haag-Zuid (eindhalte De Dreef, maar de richting hier naartoe wordt aangeduid met Vrederust).
Tramlijn 9 rijdt op werkdagen overdag en in het weekend overdag iedere 10 minuten. Op werkdagen tijdens de spitsuren iedere 8 minuten. 's Avonds en op zaterdag-/zondagochtend is de frequentie lager, met een minimum van eens per 15 minuten.
Tussen de Bosbrug en Scheveningen is lijn 9 de langst (vrijwel) ongewijzigde Haagse tramlijn met hetzelfde lijnnummer. (In gebruik sinds 1904, traject al in gebruik sinds 1864 voor paardentram en tussen 1890 & 1904 voor accutrams.)

### Snelheid
Lijn 9 behoort tot de snelste lijnen op het netwerk van de HTM. De rijtijd van het traject Station HS – Vrederust met een lengte van zo'n 6 kilometer bedraagt "slechts" 18 minuten. De totale reistijd van de gehele lijn bedraagt zo'n 40 minuten.

## Geschiedenis

### 1904-1974
- 6 augustus 1904: Lijn 9 werd als eerste Haagse elektrische beugeltram ingesteld op het traject Kurhaus/Gevers Deynootplein – Plein. Het traject werd overgenomen van paardentramlijn F, de zwarte lijn, die op dezelfde dag werd opgeheven. De lijnkleur werd rood|rood. Tot in 1936 werd richting centrum door de krappe Kanonstraat gereden.[2]
- 4 december 1943: Lijn 9 werd in verband met de bouw van de Atlantikwall gesplitst in lijn "9S" met het traject Kurhaus/Gevers Deynootplein – Nieuwe Parklaan/Wittebrug en lijn "9H" met het traject Koninginnegracht/Wittebrug – Stationsweg/Hollands Spoor. Op de trams was echter 'gewoon' 9 te zien; in het jaarverslag 1944 is alleen sprake van 9A.(naast 8A en 11A)[3]
- 25 juli 1944: Lijn 9H werd opgeheven en lijn 9S werd gekoppeld aan 8S met het traject Scheveningseweg/Stadhouderslaan – Nieuwe Parklaan/Wittebrug.
- 17 november 1944: De dienst op alle Haagse tramlijnen werd gestaakt vanwege energieschaarste.
- 3 augustus 1945: Lijn 9H werd hervat met het traject Koninginnegracht/Atjehstraat – Stationsweg/Hollands Spoor.
- 10 augustus 1945: Lijn 9H werd verlengd met het traject Koninginnegracht/ Atjehstraat – Koninginnegracht/Wittebrug.
- 15 augustus 1945: Lijn 9S werd hervat met het traject Nieuwe Parklaan/Circustheater – Nieuwe Parklaan/Wittebrug.
- 22 oktober 1945: De lijnen 9H en 9S werden opgeheven en lijn 9 werd hervat met het traject Kurhaus/Gevers Deynootplein – Stationsweg/Hollands Spoor.

### 1974-heden
- 1 september 1974: Lijn 9 werd ter vervanging van het deeltraject van buslijn 5 doorgetrokken van station HS naar Vrederust.
- 2 oktober 1983: Lijn 9 reed wegens bezuinigingen maar tot 19:00 uur de hele route; Na 19:00 uur reed lijn "9K(ort)" op het traject Lange Voorhout – Vrederust. Voor het deel naar Scheveningen diende men tramlijn 1 te nemen, die toen dezelfde route als lijn 9 reed. Tevens werd de aloude route via het Korte Voorhout na 79 jaar verlaten (119 jaar na instelling paardentram), en vervangen door de route Spui-Kalvermarkt-Lage Zand-Rijnstraat-Koekamp-Bosbrug.[1]
- 24 februari 1985: Lijn 9K werd opgeheven; lijn 9 reed na 19:00 uur weer de volledige route.
- 5 juni 1988: Lijn 9 werd versterkt met lijn "9 Strandexpress" op het traject Scheveningen Noorderstrand (Zwarte Pad) – Centraal Station. Deze stopte alleen bij Madurodam en het Kurhaus.[4]
- september 1992: Lijn 9 Strandexpress werd opgeheven.
- 6 juli 1994: Lijn 9K reed weer met het traject Scheveningen Noorderstrand (Zwarte Pad) – Centraal Station als extra avondspits.
- 13 juli 1995: Lijn 9K werd opgeheven; lijn 9 reed tot 19:00 uur.
- 15 december 2002: Lijn 9 werd ingekort tot het traject Centraal Station – Vrederust.
- 14 december 2003: Lijn 9 werd verlengd met het traject Centraal Station – Scheveningen Noorderstrand (Zwarte Pad).
- 16 oktober 2004: Het eeuwfeest van lijn 9, en daarmee van de Haagse elektrische tram, werd gevierd met een tramparade tussen Den Haag en Scheveningen (via andere routes). Tegelijkertijd werd de tramtunnel geopend.
- 12 december 2011: Door de bezuinigingen zijn de lijnen 8 en 8K opgeheven. In de spits rijden er extra trams op lijn 9 tussen Madurodam en Vrederust.
- 6 januari 2013: Lijn 9 reed tot 23 december 2013 een omleiding in beide richtingen. Dit vanwege werkzaamheden op de Bosbrug en in de Rijnstraat op het Centraal Station. Lijn 9 reed na halte Dr. Kuyperstraat via de halten Korte Voorhout, Buitenhof, Centrum, Kalvermarkt-Stadhuis, Centraal Station/Schedeldoekshaven, Weteringplein en het Rijswijkseplein. Daarna reed lijn 9 naar Station Hollands Spoor en reed weer de normale route richting Vrederust.
- 2 september 2013: Lijn 9 reed twee omleidingen in beide richtingen. Dit vanwege werkzaamheden op de Prinsessegracht, de Fruitweg en de Melis Stokelaan. Lijn 9 reed tot 23 september 2013 het traject Scheveningen - Madurodam en Centraal Station - Vrederust. Tussen Madurodam - Centraal Station reed buslijn 69. Lijn 9 reed tot 27 december 2013 ook een omleiding tussen Station Hollands Spoor en Loevesteinlaan en reed via de route van lijn 16 naar Vrederust.
- 27 december 2013: Lijn 9 reed weer zijn normale route. Halte Moerweg werd definitief opgeheven door de ombouw van nieuwe trams en weinig gebruik van de halte.
- 28 april 2014: Lijn 9 reed tot 26 mei 2014 een omleiding in beide richtingen. Dit vanwege werkzaamheden op het Stationsplein, in de tramtunnel bij Station HS, op de Parallelweg en bij het Zuiderpark. Lijn 9 reed na halte Bierkade de route van lijn 15 over de Rijswijkseweg waar een tijdelijke halte is voor Station HS ter hoogte van de Waldorpstraat. Na de halte Goudriaankade ging Lijn 9 rechtsaf de Laakkade in en reed via de route van lijn 16 naar de halte Loevesteinlaan, waarvan daar de normale route richting Vrederust. Tussen de Loevesteinlaan en de Dynamostraat reed een tijdelijke buslijn 58 via Station Moerwijk, doordat er ook werkzaamheden waren bij de halte Wouwermanstraat kon buslijn 58 niet verder rijden naar het Hobbemaplein.
- 1 september 2014: Lijn 9 werd tot 14 december 2014 tijdelijk opgeheven door werkzaamheden op de Koninginnegracht. Tramlijn 29 (Gravenstraat - Centraal Station - Vrederust) en buslijn 69 en 79 (Scheveningen Noorderstrand - Madurodam - CS/Schedeldoekshaven) vervingen de route van lijn 9. Overstappunt tussen tramlijn 29 en buslijn 69 was op het CS/Schedeldoekshaven.
- 20 april 2015: Lijn 9 reed tot 2 juli 2016 een omleiding in beide richtingen. Dit vanwege werkzaamheden op het Spui, op de Spuibrug en op het Zieken. Lijn 9 reed tussen Station HS en Centraal Station via het Rijswijkseplein en Weteringplein in plaats van Bierkade en Kalvermarkt-Stadhuis.
- 4 juli 2015: De hoofdingang van het Sophia Revalidatiecentrum is verplaatst bij de Vrederustlaan. Hierdoor werden de haltenamen van lijn 9 veranderd. Voortaan heet de halte Revalidatiecentrum, Wolweversgaarde en de halte Vrederustlaan, Revalidatiecentrum.
- 24 augustus 2015: Lijn 9 werd tot 13 december 2015 ingekort tot het CS/Schedeldoekshaven wederom wegens werkzaamheden op het traject naar Scheveningen. Buslijn 69 en 79 vervingen lijn 9 weer op het traject naar Madurodam en Scheveningen.
- 13 december 2015: Lijn 9 reed weer in Scheveningen. De halte Cremerweg en de keerdriehoek bij de Nieuwe Parklaan / Nieuwe Duinweg werden definitief opgeheven. Halte Stevinstraat en Circustheater werden op 16 maart 2016 samengevoegd en verplaatst naar Berkenbosch Blokstraat. Deze nieuwe halte heet Circustheater.
- 22 augustus 2016: Lijn 9 werd tot 11 december 2016 wederom ingekort nu echter tot Madurodam wederom wegens werkzaamheden op het traject naar Scheveningen. Buslijn 69 verving lijn 9 op het traject Madurodam - Scheveningen. Daarnaast werden de GTL-trams op lijn 9 in een keer vervangen door de nieuwe Avenio-trams. Lijn 9 is de vierde tramlijn die met de nieuwe stadstram reed.[5]
- 11 december 2016: Het eindpunt Scheveningen werd tijdelijk ingekort tot Madurodam vanwege afrondingswerkzaamheden en testritten in Scheveningen. Het trajectdeel Madurodam - Scheveningen werd overgenomen door lijn 59.
- 30 januari 2017: Lijn 9 reed weer op het traject Scheveningen - Vrederust.
- 3 april 2017: Halte CS/Schedelhoekshaven werd opgeheven voor lijn 9.
- 1 juli 2017: Lijn 9 reed tot 29 januari 2018 een omleiding in beide richtingen. Dit vanwege een herinrichting op het Stationsplein bij Station HS. Lijn 9 reed vanuit Scheveningen na het centrum via HS/Waldorpstraat, Goudriaankade en HS/Leeghwaterplein naar Jacob Catsstraat en vervolgens verder naar Vrederust. Oorspronkelijk duurde de omleiding tot 17 december 2017, maar door onverwachte, extra werkzaamheden aan de bovenleidingsmasten en de funderingen op het tramviaduct werd de einddatum uitgesteld tot 29 januari 2018.
- In 2021 werd "op proef" de strandexpress ingezet op lijn 9. Eigenlijk keerde die dus terug na 30 jaar. De strandexpress stopte alleen bij de haltes: Zwarte Pad, Kurhaus, Centraal Station en Station Hollands Spoor (tussen 2009 en 2016 was er ook een strandexpress, maar dan met lijnnummer 5. Die reed verder, naar Nootdorp, maar stopte wel aan alle haltes, waardoor het "Express" weinig voorstelde). In het voorjaar van 2022 en 2023 werd er weer strandexpress ingezet, alleen tijdens mooi weer en/of bij extra drukte. In de zomer van 2022 werd er echter geen strandexpress ingezet. In de zomer van 2023 en 2024 wordt er wel weer strandexpress ingezet met lijnnummer 9S. Deze heeft een eigen dienstregeling, rijdt de hele week in de zomervakantie en stopt alleen bij de haltes: Zwarte Pad, Kurhaus, Centraal Station en Station Hollands Spoor. In de loop van 2024 werd besloten dat lijn 9S vast in de zomerdienstregeling wordt opgenomen.

## Foto's

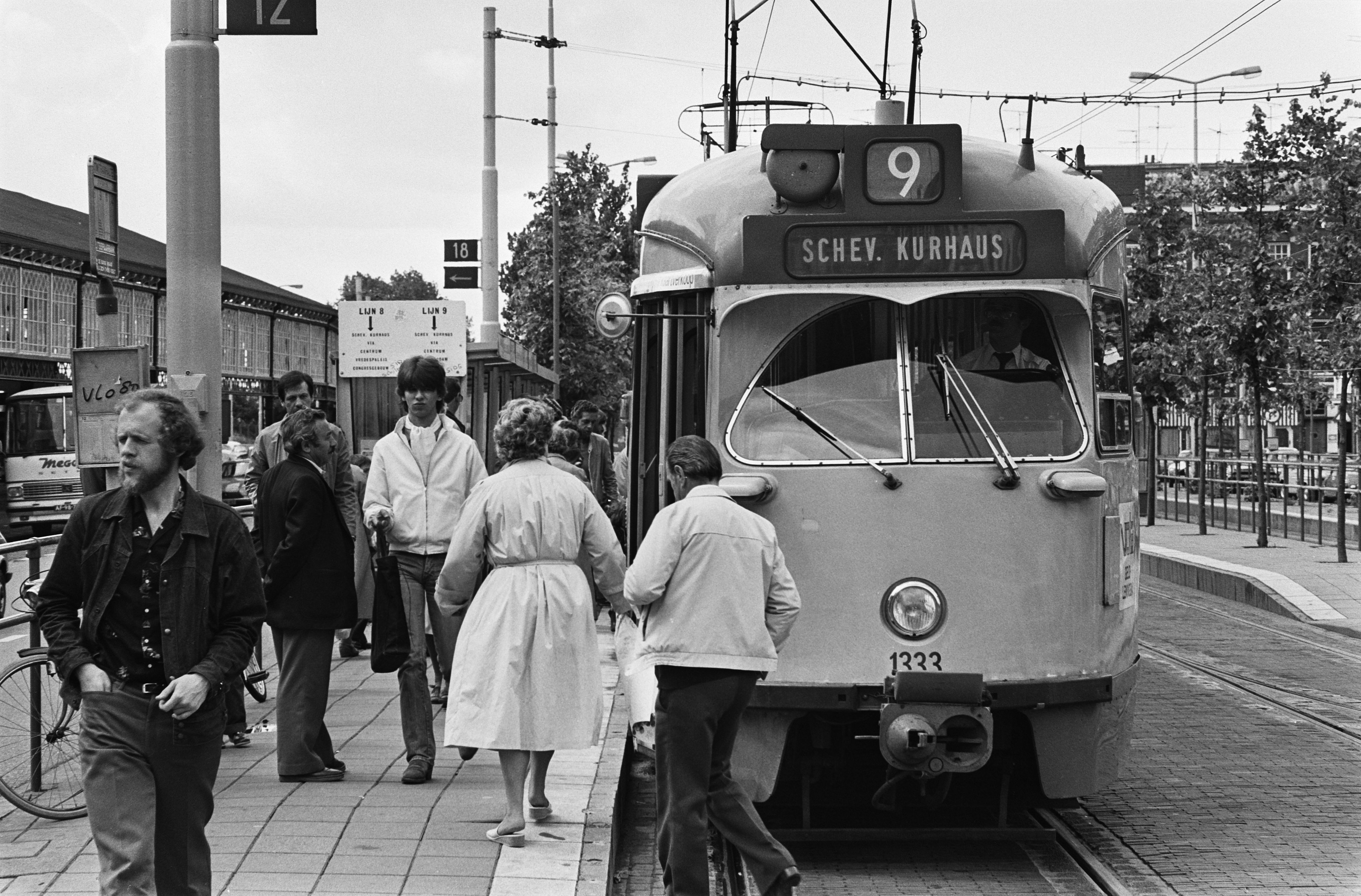
PCC koppelstel op lijn 9 in 1981
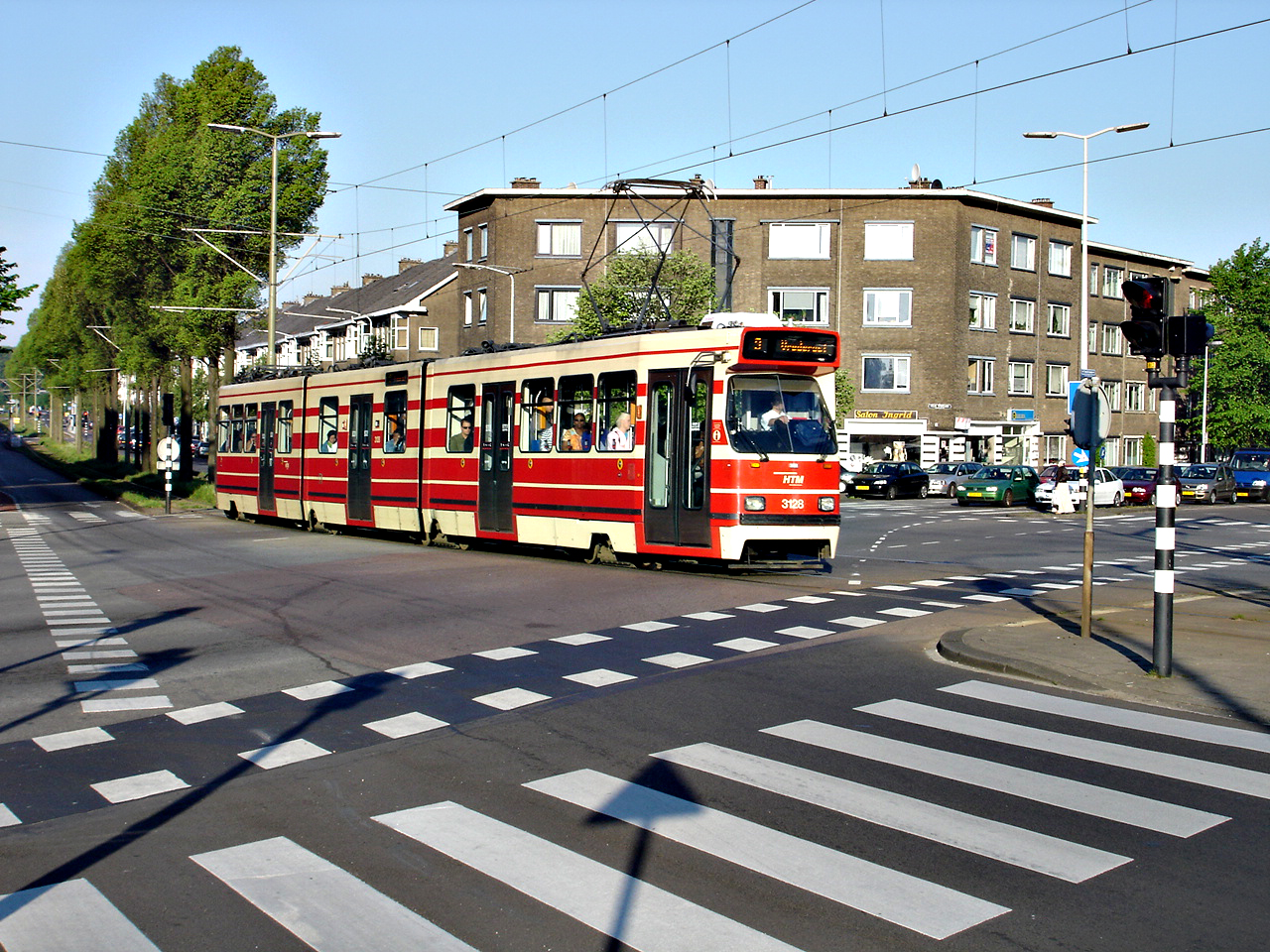
GTL 3128 in volle vaart richting Hollands Spoor op de brug naar de Fruitweg.
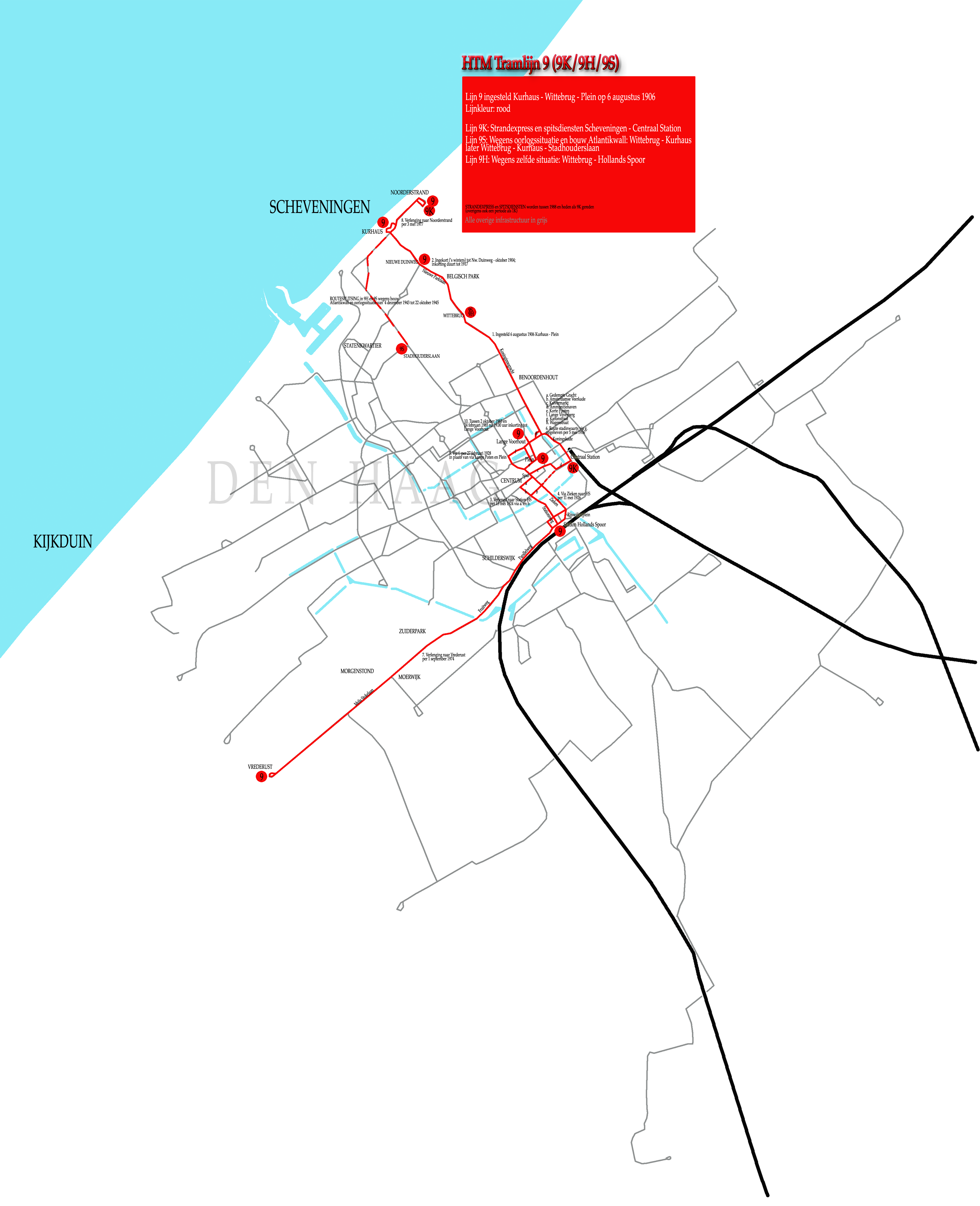
Kaart van de route van lijn 9 tussen 1904 en heden.
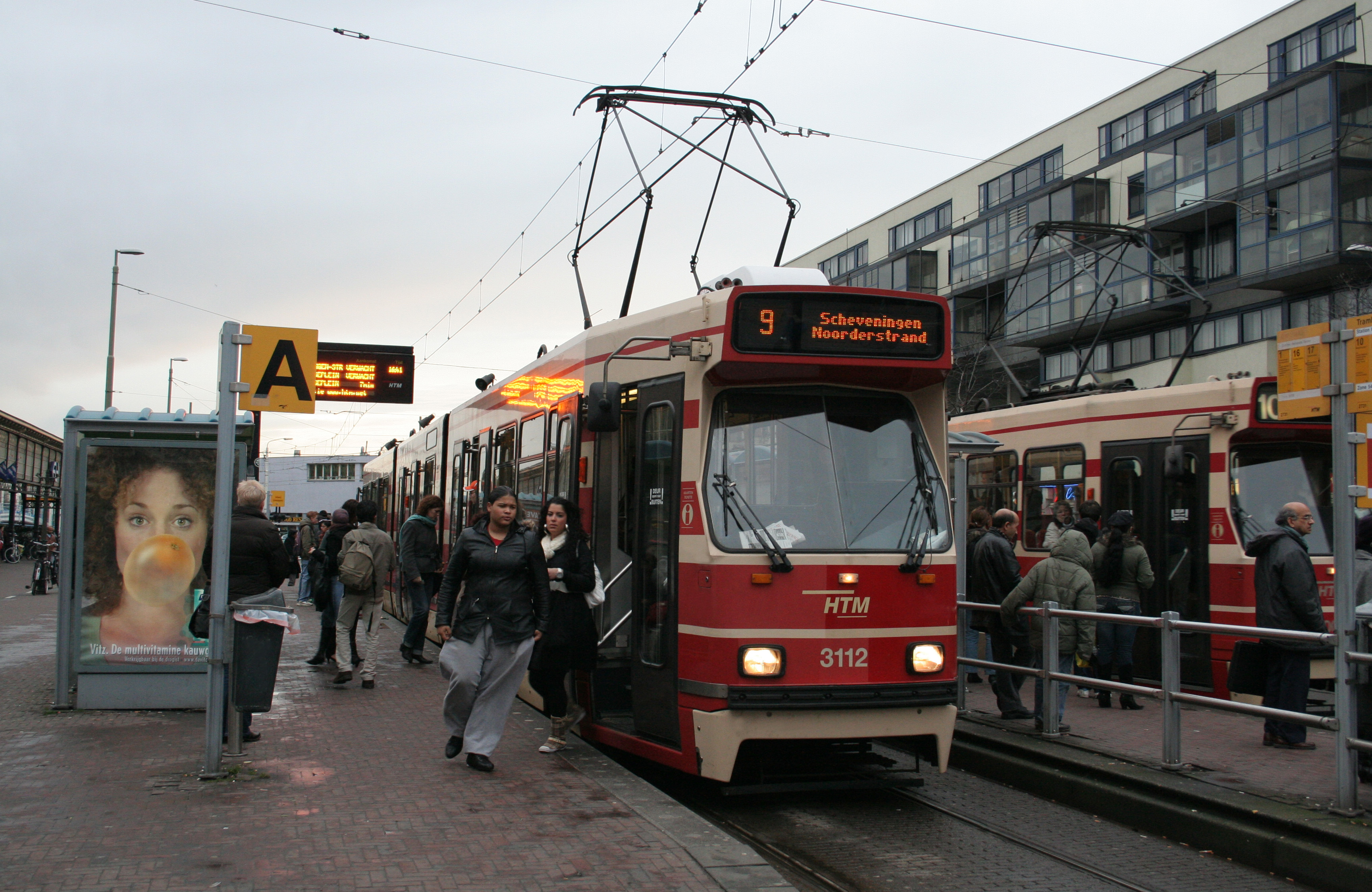
GTL 3112 op het Haagse Hollandse Spoor, januari 2008. Deze halte wordt tot tophalte verbouwd.
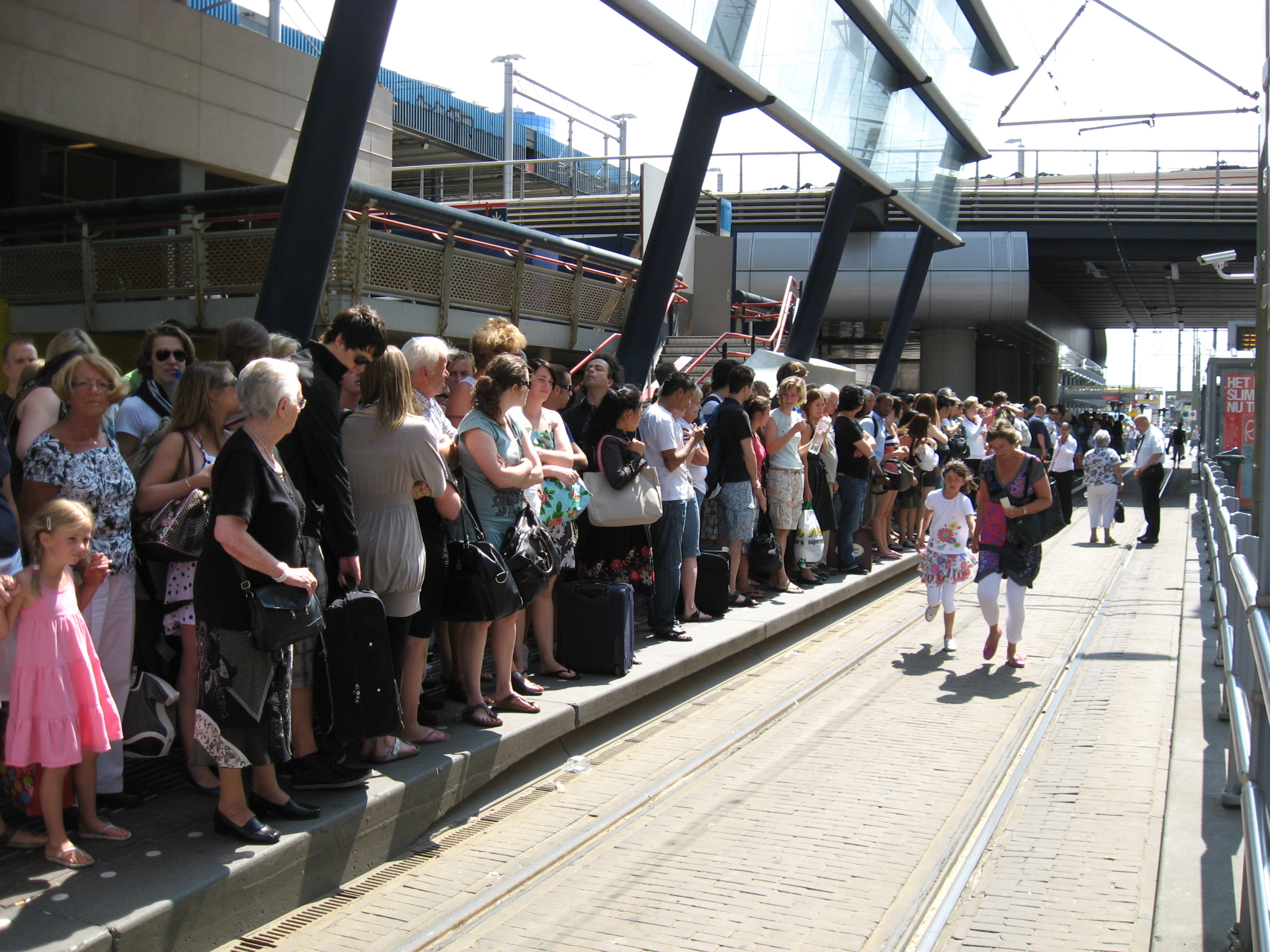
De reden waarom het nodig is de halte Centraal Station te vergroten en kortere ritten met lijn 9 te kunnen instellen.
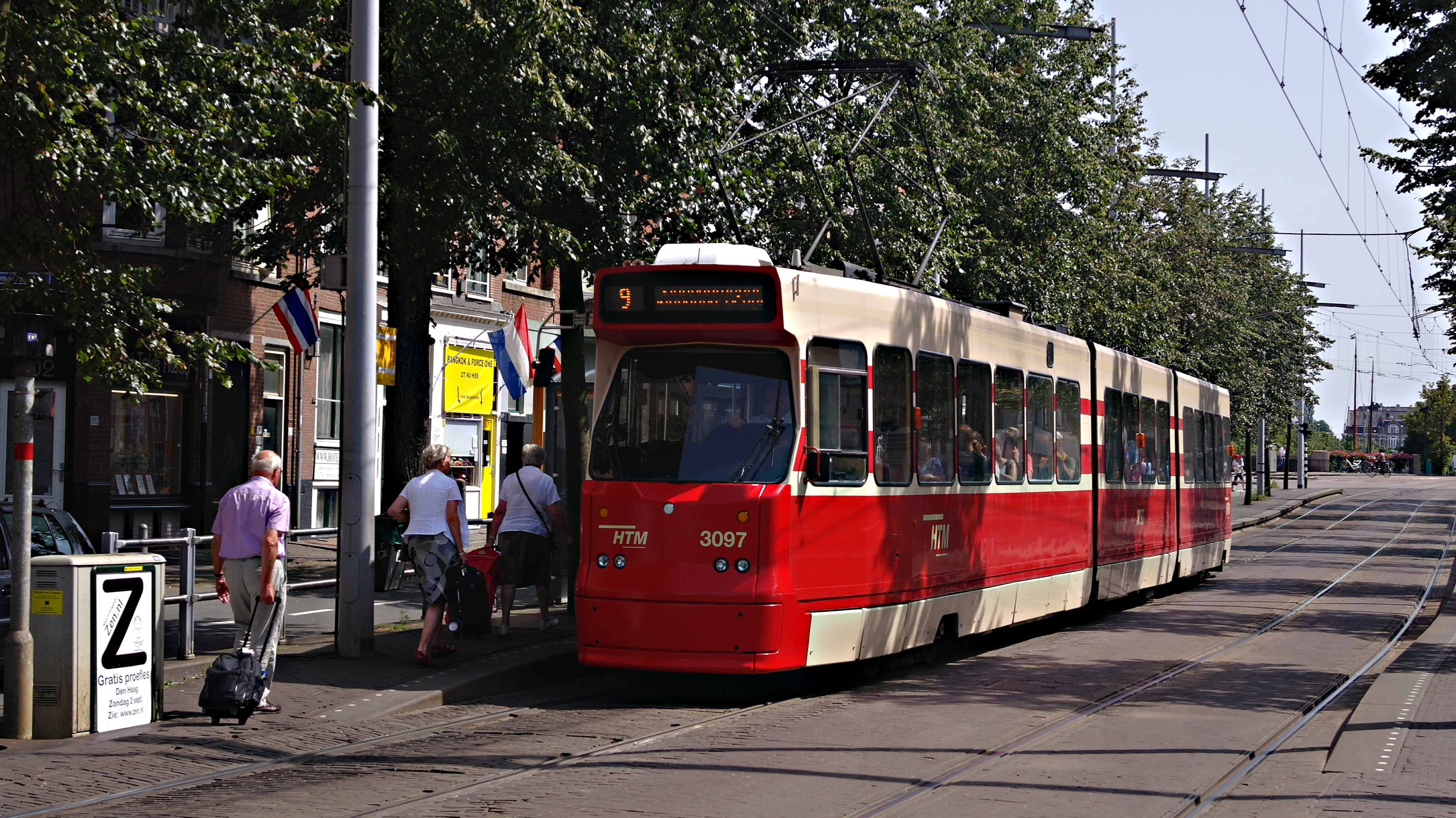
GTL 3097 op lijn 9. De wagen heeft een LVO (LevensVerlengend Onderhoud) ondergaan. Daarvan zichtbaar zijn een botsneus, LED-verlichting en een nieuw kleurenschema. Halte Bierkade/Spui, augustus 2012.
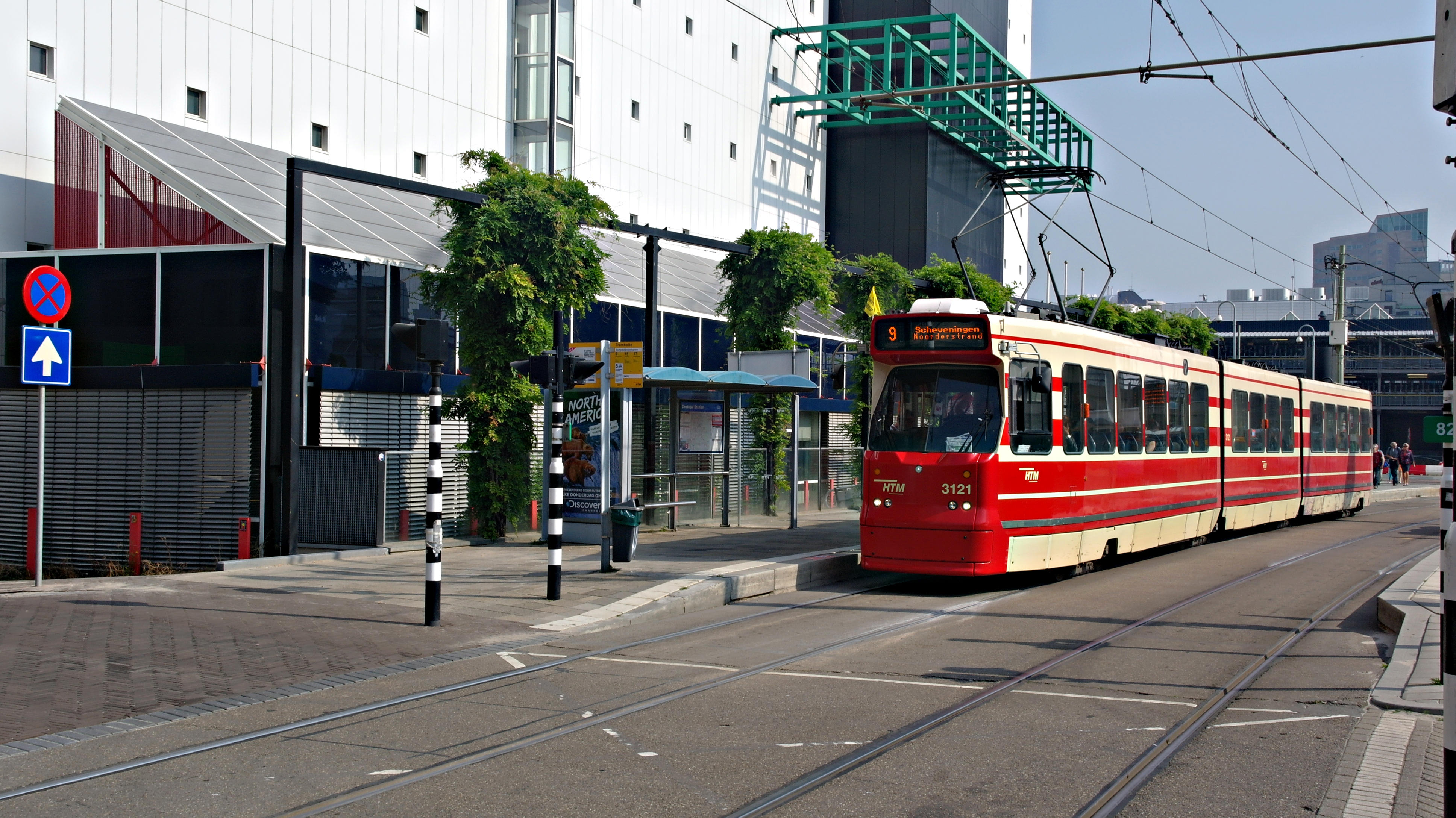
De tijdelijke route in 2013 leidt onder andere over de Schedeldoekshaven. 23 augustus 2013, GTL 3121.
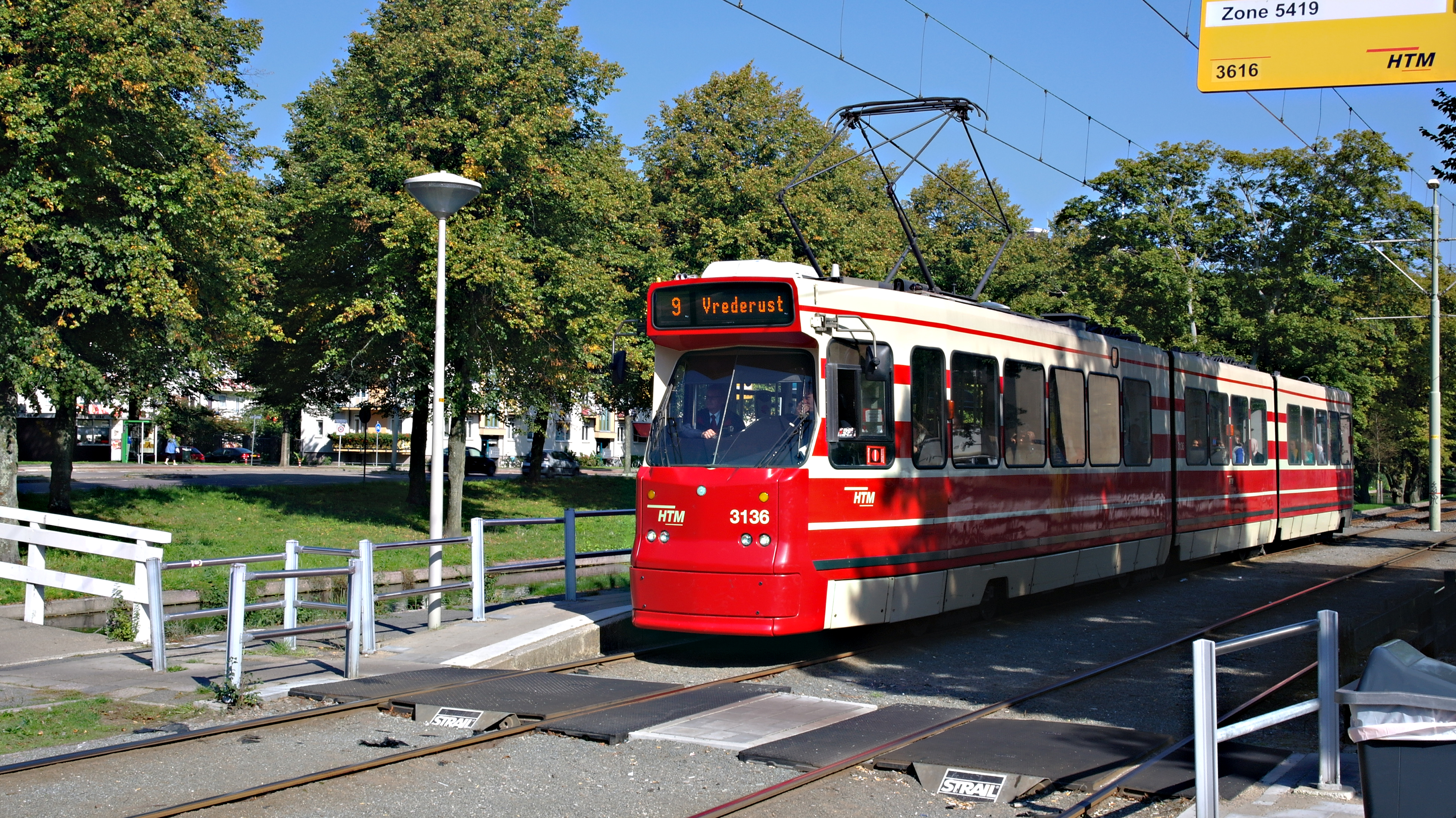
GTL 3136 op de Erasmusweg. Omleidingsroute van 2 september 2013 tot medio december van dat jaar.
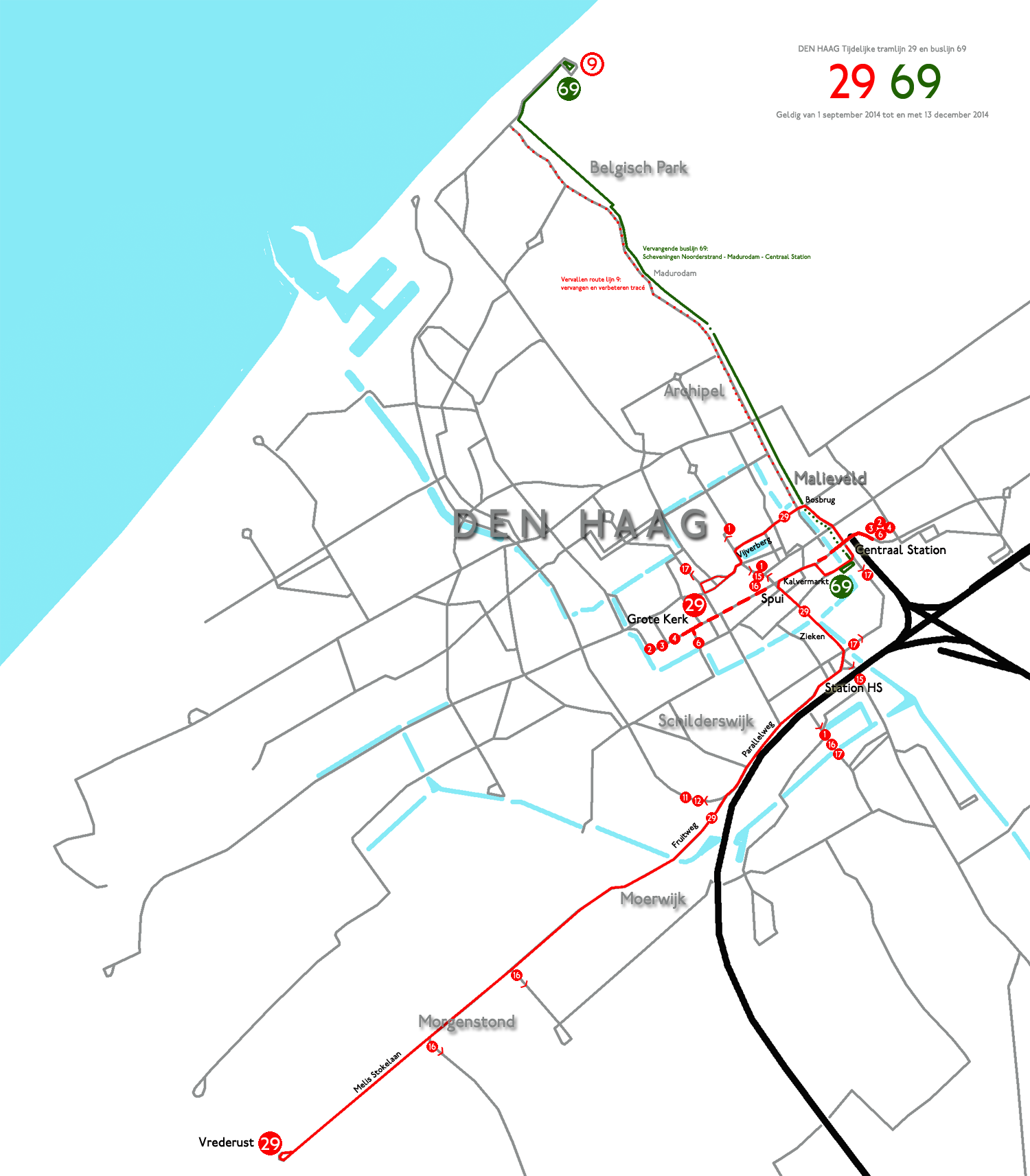
Kaartje van de tijdelijke tramlijn 29.
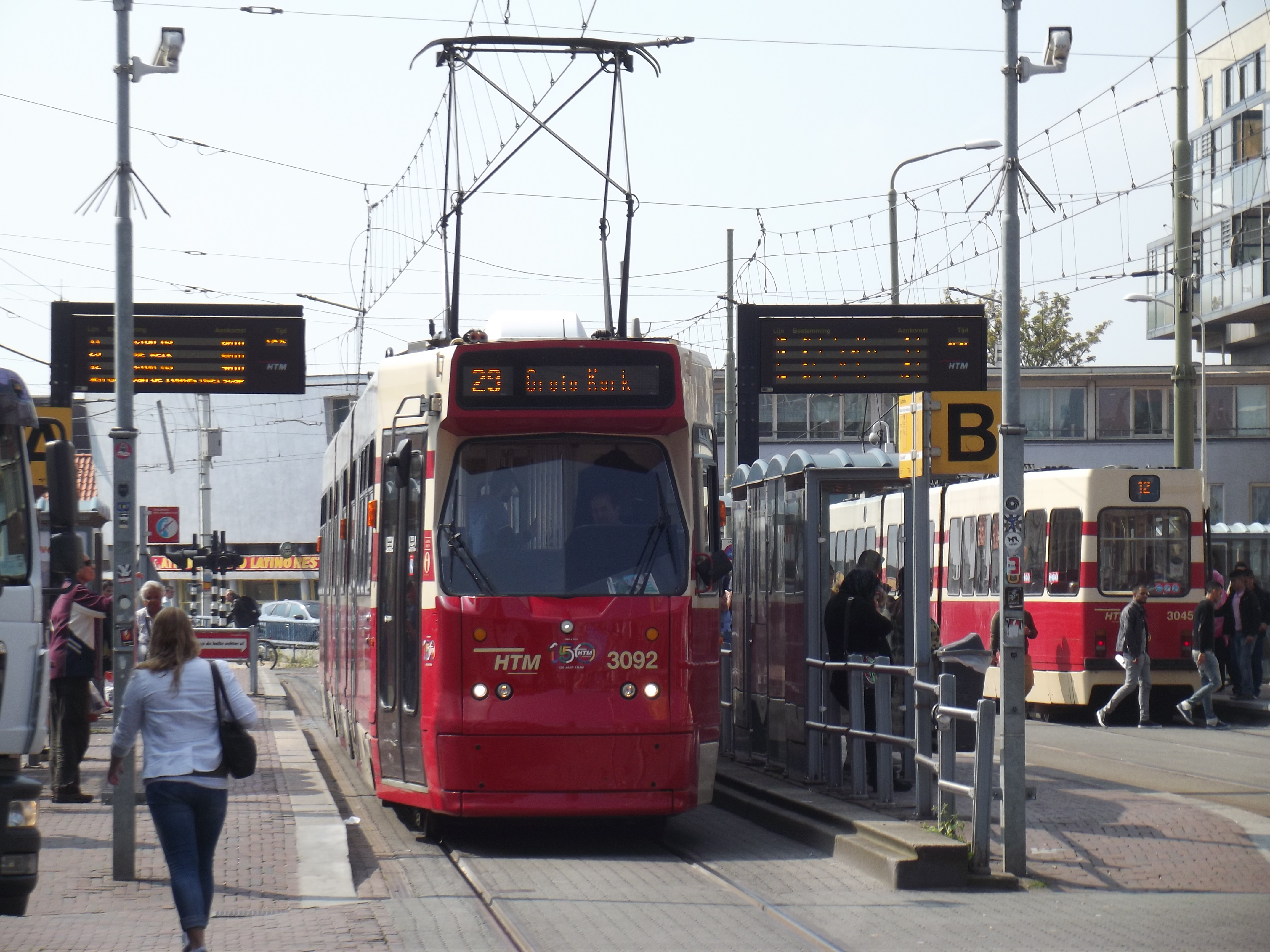
Van 1 september tot 14 december 2014 werd tramlijn 9 vervangen door de tijdelijke tramlijn 29 en reed tot de Grote Kerk.
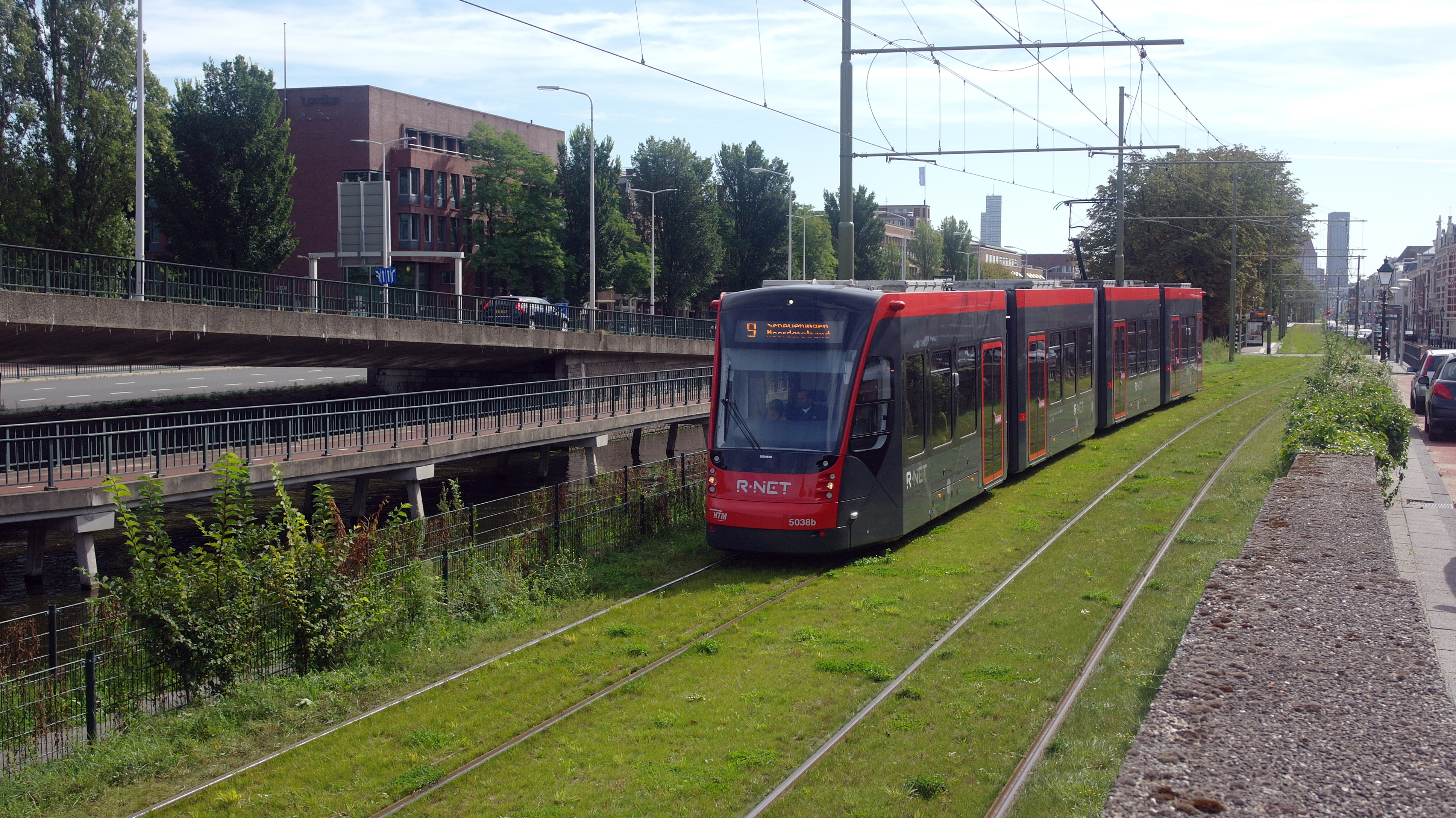
Sinds 22 augustus 2016 Siemens Avenio's op lijn 9; Koninginnegracht, bij Hubertusviaduct, 11 september 2016.
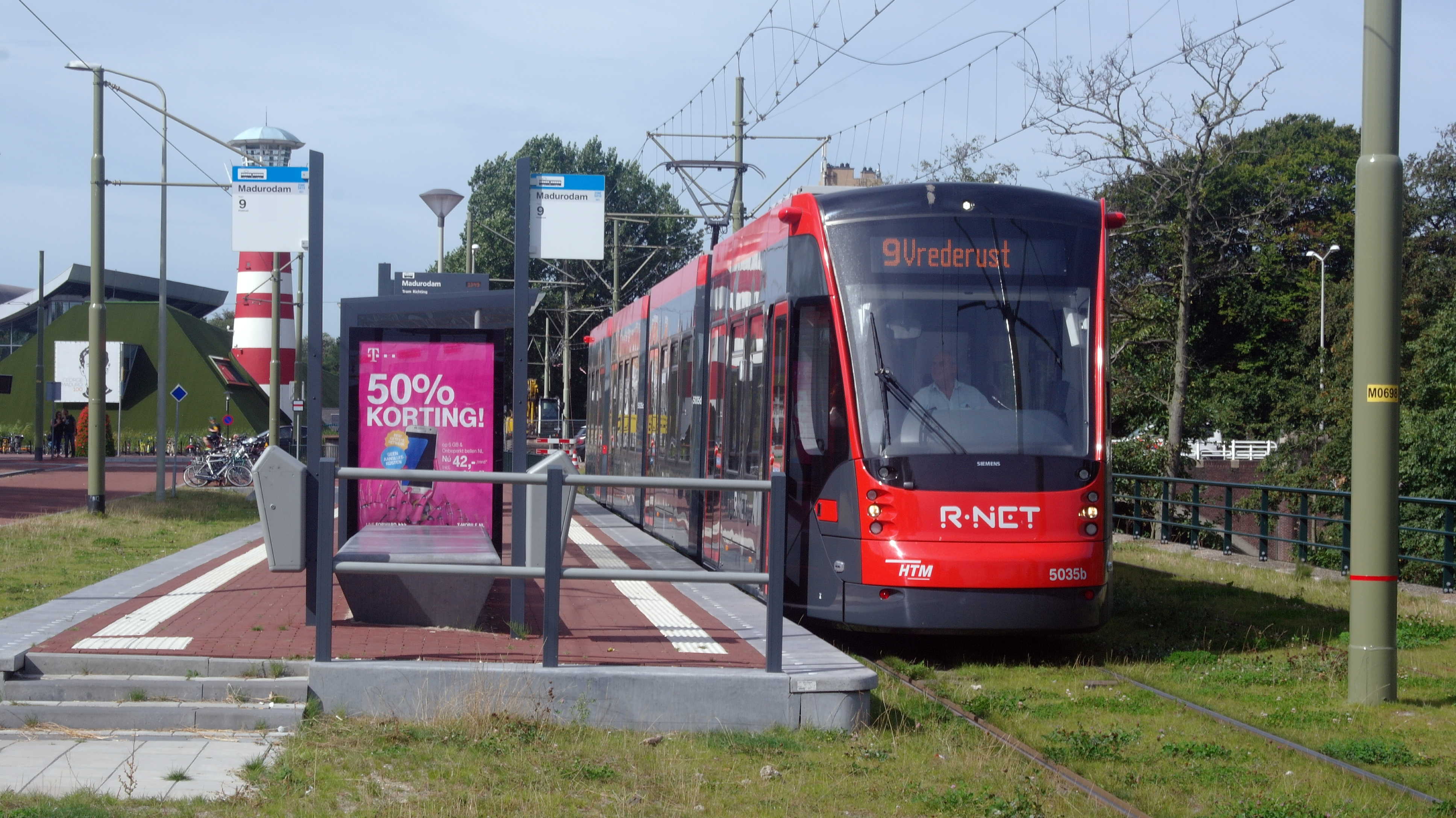
Avenio 5035 bij Madurodam, 11 september 2016, gereed voor vertrek naar Vrederust.
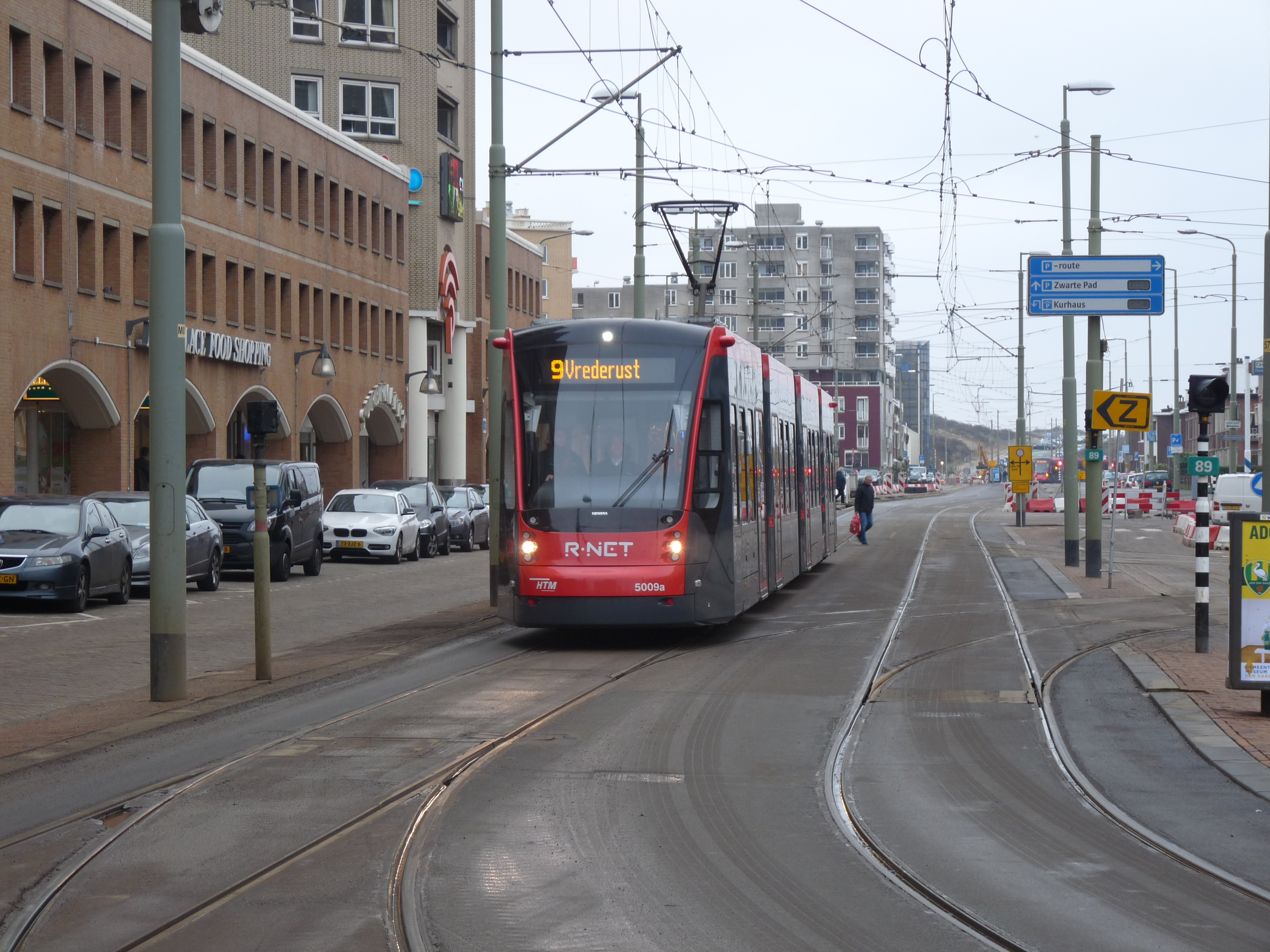
Avenio in Scheveningen op de eerste dag, 30 januari 2017, dat die in de reguliere dienst rijdt.